# Bánovce nad Bebravou
Bánovce nad Bebravou es la capital del distrito de Bánovce nad Bebravou en la región de Trenčín, Eslovaquia, con una población estimada a final del año 2024 de 16 103 habitantes.
Se encuentra ubicada en el centro-sur de la región, cerca del río Bebrava (cuenca hidrográfica del río Danubio) y de la frontera con la región de Nitra.

## Demografía
| Año        | 1994   | 2004    | 2014    | 2024     |
| ---------- | ------ | ------- | ------- | -------- |
| Población  | 20 716 | 20 725  | 18 933  | 16 103   |
| Diferencia |        | +0,04 % | −8,64 % | −14,94 % |

| Año        | 2023   | 2024    |
| ---------- | ------ | ------- |
| Población  | 16 359 | 16 103  |
| Diferencia |        | −1,56 % |